# Xenocalliphora solitaria
Xenocalliphora solitaria är en tvåvingeart som beskrevs av Dear 1986. Xenocalliphora solitaria ingår i släktet Xenocalliphora och familjen spyflugor. Inga underarter finns listade i Catalogue of Life.